# Geraldine Beamish
Geraldine Beamish (n. 23 iunie 1885, Greater London, Anglia, Regatul Unit al Marii Britanii și Irlandei – d. 10 mai 1972, Greater London, Anglia, Regatul Unit) a fost o jucătoare de tenis ce a reprezentat Regatul Unit al Marii Britanii și al Irlandei de Nord, medaliată olimpică. A participat la o ediție a Jocurilor Olimpice (1920) în care a câștigat o medalie de argint.

## Participări
Lista de mai jos prezintă principalele competiții la care a participat Geraldine Beamish de-a lungul carierei.
- tennis op de Olympische Zomerspelen 1920 (vrouwendubbel)[*]